# Asobi asobase
Asobi asobase (jap. あそびあそばせ) – manga autorstwa Rin Suzukawy, publikowana od czerwca 2015 w serwisie „Young Animal Densi” wydawnictwa Hakusensha, a od listopada 2016 również w magazynie „Young Animal”. Seria ukazywała się do listopada 2022. Na jej podstawie studio Lerche wyprodukowało serial anime, który emitowano od lipca do września 2018.

## Fabuła
Seria opowiada o Hanako Hondzie, Olivii i Kasumi Nomurze, uczennicach drugiej klasy gimnazjum dla dziewcząt. Są one jedynymi członkami „Klubu Przyjemności”, który nie został oficjalnie uznany przez samorząd. Klub ma bardzo niejednoznaczne cele, polegające zazwyczaj na tak zwanych „rozrywkach”, które przychodzą do głowy dziewczynom.

## Bohaterowie
- Hanako Honda (jap. 本田 華子 Honda Hanako)

Seiyū: Hina Kino 
- Olivia (jap. オリヴィア Orivia)

Seiyū: Rika Nagae 
- Kasumi Nomura (jap. 野村 香純 Nomura Kasumi)

Seiyū: Konomi Kohara 
- Chisato Higuchi (jap. 樋口 千紗都 Higuchi Chisato)

Seiyū: Ryōko Maekawa 
- Maeda (jap. 前多)

Seiyū: Ryōtarō Okiayu 
- Przewodnicząca samorządu uczniowskiego (jap. 生徒会長 Seitokaichō)

Seiyū: Honoka Inoue 
- Oka (jap. 岡)

Seiyū: Mai Kanazawa 
- Aguri Matō (jap. 間桐 あぐり Matō Aguri)

Seiyū: Megumi Toda 
- Tsugumi Aozora (jap. 青空 つぐみ Aozora Tsugumi)

Seiyū: Aoi Yūki 
- Sainan (jap. 済南)

Seiyū: Yasunori Masutani 
- Takayanagi (jap. 高柳)

Seiyū: Mitsuki Saiga 
- Kentarō Honda (jap. 本田 健太郎 Honda Kentarō)

Seiyū: Eishin Fudemura 
- Brat Olivii (jap. オリヴィアの兄 Orivia no ani)

Seiyū: Toshiyuki Morikawa 

## Manga
Pierwszy rozdział mangi został opublikowany 26 czerwca 2015 na stronie „Young Animal Densi” wydawnictwa Hakusensha, która później została zastąpiona przez serwis „Manga Park”. Od 25 listopada 2016 seria była również wydawana w magazynie w „Young Animal”. Ostatni rozdział ukazał się 11 listopada 2022.
| Nr | Data wydania (język japoński) | ISBN (język japoński)  |
| -- | ----------------------------- | ---------------------- |
| 1  | 29 lutego 2016                | ISBN 978-4-59-214179-2 |
| 2  | 29 sierpnia 2016              | ISBN 978-4-59-214180-8 |
| 3  | 28 lutego 2017                | ISBN 978-4-59-214708-4 |
| 4  | 29 sierpnia 2017              | ISBN 978-4-59-214709-1 |
| 5  | 26 stycznia 2018              | ISBN 978-4-59-214710-7 |
| 6  | 29 czerwca 2018               | ISBN 978-4-59-216126-4 |
| 7  | 26 grudnia 2018               | ISBN 978-4-59-216127-1 |
| 8  | 29 sierpnia 2019              | ISBN 978-4-59-216128-8 |
| 9  | 28 lutego 2020                | ISBN 978-4-59-216129-5 |
| 10 | 28 sierpnia 2020              | ISBN 978-4-59-216130-1 |
| 11 | 26 lutego 2021                | ISBN 978-4-59-216196-7 |
| 12 | 29 lipca 2021                 | ISBN 978-4-59-216197-4 |
| 13 | 28 stycznia 2022              | ISBN 978-4-59-216198-1 |
| 14 | 29 listopada 2022             | ISBN 978-4-59-216199-8 |

## Anime
Adaptacja w formie 12-odcinkowego telewizyjnego serialu anime została wyreżyserowana przez Seijiego Kishiego i zanimowana przez studio Lerche. Scenariusz napisała Yuko Kakihara, a muzykę skomponował Masato Koda. Seria była emitowana od 8 lipca do 23 września 2018. Motywem otwierającym jest „Three Piece” (jap. スリピス Suripisu), natomiast końcowym „Inkya Impulse” (jap. インキャインパルス Inkya inparusu). Oba utwory zostały wykonane przez Hinę Kino, Rikę Nagase i Konomi Koharę. Prawa do dystrybucji serialu poza Azją nabył Crunchyroll.